# Cuando Hitler robó el conejo rosa
Cuando Hitler robó el conejo rosa (en inglés: When Hitler Stole Pink Rabbit) es una novela juvenil de Judith Kerr, publicada por primera vez en 1973. Ideada como una trilogía denominada Out of the Hitler Time, la novela es la primera parte de la serie. En cierto modo, la obra es de carácter autobiográfico, pues está basada en los primeros años de vida de la autora, Judith Kerr, que dedicó el libro a sus padres. Representa la infancia perdida de unos niños en una época terrible: el nazismo. En 2019 fue adaptada al cine, con el nombre de El año que dejamos de jugar.

## Conflicto narrativo
Los protagonistas son Max y Ana, dos niños alemanes que viven en Berlín con sus padres durante el ascenso de Adolf Hitler al poder. Desde un principio sabemos que son judíos, pues su padre les ha explicado recientemente que proceden del pueblo hebreo. Tienen 9 y 12 años, respectivamente, y su familia vive en una gran casa de Berlín, donde también viven Bertha, empleada de la familia, y Heimpi, ama de llaves y gobernanta, cuyo verdadero nombre es Heimpel, y cuyo cometido no es otro que cuidar de Ana y Max. Los niños tienen varios amigos. La mejor amiga de Ana se llama Elsbeth; el mejor amigo de Max es Gunther. El padre de los dos niños es un famoso escritor alemán que saca adelante a la familia con sus artículos en la prensa y sus libros. La madre pasa las jornadas tocando el piano y los niños asisten a los mejores colegios en Berlín.
La historia comienza en febrero de 1933. Hay carteles electorales por las calles con motivo de las elecciones generales en Alemania. Ana y Elsbeth vuelven del colegio y la niña observa numerosos carteles en los que aparece el rostro de Hitler. De regreso a casa, Ana ve a Max y Gunther jugar en el jardín a la guerra contra los nazis. Los niños le cuentan la lucha que se produjo aquella mañana en el colegio entre los chicos nazis y los llamados socios. El padre de Ana, obligado a permanecer en casa por la gripe, recibe la llamada de una admiradora quien le advierte que los nacionalsocialistas tienen la intención de retirar los pasaportes a los judíos, si ganan las elecciones. El padre comprende pronto que deben abandonar el país. 
Así, una noche, el padre de Anna y Max organiza su partida y escapa a Praga. En los días siguientes la madre de Ana les recomienda a ella y a su hermano no decir nada a nadie de la salida del padre, y organiza el viaje de ellos tres, que se encontrarán con el padre no en Praga, sino en Suiza. Durante las semanas que faltan para su salida, los chicos y la mamá, con la ayuda de Heimpi, preparan las cosas para llevar. Ana, al hacer su equipaje se encuentra con un dilema: llevarse consigo su viejo peluche, su querido conejo rosa, o llevarse el nuevo peluche que había recibido por Navidad. A solo un par de días de las elecciones Ana, Max y la mamá cogen el tren para Zúrich. Ana piensa que esta huida es un viaje de placer, no comprende la gravedad de la situación. Al mismo tiempo es feliz, porque va a descubrir cosas nuevas.